# Det är aldrig för sent (sång)
"Det är aldrig för sent" är en sång från 1991 skriven av Pugh Rogefeldt. Den finns med på Rogefeldts album Människors hantverk (1991), men utgavs också som singel året efter.
Singeln tog sig inte in på den svenska singellistan och inte heller på Svensktoppen. Singelns tredje spår, "Kajans sång", fanns sedan tidigare utgiven på albumet Bolla och rulla (1974).

## Låtlista
Alla låtar är skrivna av Rogefeldt.
1. "Det är aldrig för sent"
2. "Livets källa"
3. "Kajans sång"

### Fotnoter
1. 1 2 3  ”"Det är aldrig för sent"”. Svensk mediedatabas. http://smdb.kb.se/catalog/search?q=pugh+rogefeldt+br%C3%B6llopsklockor&sort=OLDEST. Läst 19 januari 2013.
2. ↑  ”"Det är aldrig för sent"”. Hitparad. http://hitparad.se/showitem.asp?interpret=Pugh+Rogefeldt&titel=Snart+kommer+det+en+vind&cat=s. Läst 19 januari 2013.
3. ↑  ”Svensktoppen 1992”. Sveriges Radio. http://sverigesradio.se/diverse/appdata/isidor/files/2023/3488.txt. Läst 19 januari 2013.